# مايكل كيلي
مايكل كيلي (بالإنجليزية: Michael Kelly)‏ (و. 1762 – 1826 م) هو مغني أوبرا، ومغني، وملحن، وكاتب غنائي، من جمهورية أيرلندا، ولد في دبلن، توفي في لندن، عن عمر يناهز 64 عاماً.

## روابط خارجية
- مايكل كيلي على موقع ميوزك برينز (الإنجليزية)